# San Michele di Senosecchia
San Michele di Senosecchia (in sloveno Šmihel pod Nanosom; in tedesco St. Michael) è un paese della Slovenia, frazione del comune di Postumia.

## Geografia fisica
La località si trova alle pendici orientali del Monte Nanos, a 581,5 metri s.l.m., a 10,7 chilometri dal capoluogo comunale e a 32,8 chilometri dal confine italiano.

All'insediamento (naselje) afferisce l'agglomerato di Malnar.

## Storia
Durante il dominio asburgico San Michele fu comune autonomo.
Tra le due guerre mondiali fece parte della Provincia di Trieste come frazione del comune di Crenovizza.
A sud del paese vi è isolata la chiesa di San Giorgio (Sv. Jurij).

## Corsi d'acqua
Torrente San Michele (Podnanošcica/Šmihelski potok)

## Alture principali
Tisovec, 911 m; Kaculj, 648 m; Lakotno brdo, 562 m.